# Sandalolitha dentata
Sandalolitha dentata är en korallart som beskrevs av Quelch 1884. Sandalolitha dentata ingår i släktet Sandalolitha och familjen Fungiidae. IUCN kategoriserar arten globalt som livskraftig. Inga underarter finns listade i Catalogue of Life.